# Distrikt San Silvestre de Cochán
Der Distrikt San Silvestre de Cochán liegt in der Provinz San Miguel in der Region Cajamarca im Norden Perus. Der Distrikt wurde am 7. Januar 1966 gegründet. Er besitzt eine Fläche von 134 km². Beim Zensus 2017 wurden 3864 Einwohner gezählt. Im Jahr 1993 lag die Einwohnerzahl bei 5227, im Jahr 2007 bei 4642. Sitz der Distriktverwaltung ist die 2916 m hoch gelegene Ortschaft San Silvestre de Cochán mit 217 Einwohnern (Stand 2017). San Silvestre de Cochán befindet sich knapp 9 km ostnordöstlich der Provinzhauptstadt San Miguel de Pallaques.

## Geographische Lage
Der Distrikt San Silvestre de Cochán befindet sich in der peruanischen Westkordillere im Osten der Provinz San Miguel. Der Distrikt wird im Nordwesten und Westen vom Río Llapa sowie im Osten und Süden von der Quebrada Honda begrenzt. Beide sind Zuflüsse des Río Jequetepeque und fließen überwiegend in Richtung Südwest.
Der Distrikt San Silvestre de Cochán grenzt im Westen und im Nordwesten an die Distrikte San Miguel und Llapa, im Nordosten an den Distrikt Hualgayoc (Provinz Hualgayoc) sowie im Südosten und im Süden an die Distrikte Tumbaden und San Pablo (beide in der Provinz San Pablo).

## Ortschaften
Im Distrikt gibt es neben dem Hauptort folgende größere Ortschaften:
- Agua Dulce
- Cochan Bajo
- Montegrande
- Tantachual Alto
- Tantachual Bajo